# Liane Michaelis
Liane Michaelis   (Schönebeck, 23 d'abril de 1953) fou una jugadora d'handbol alemanya que va competir sota bandera de la República Democràtica Alemanya durant la dècada de 1970.
El 1976 va prendre part en els Jocs Olímpics de Mont-real, on guanyà la medalla de plata en la competició d'handbol.
En el seu palmarès també destaquen does campionats del món d'handbol, el 1971 i 1975. Jugà un total de 54 partits internacionals per a la RDA.
A nivells de clubs jugà al SC Magdeburg.